# Selina Hastings
Selina Hastings, comtesse de Huntingdon, née le 24 août 1707 - 17 juin 1791) est une dirigeante religieuse anglaise qui joue un rôle de premier plan dans le renouveau religieux du XVIIIe siècle et le mouvement méthodiste en Angleterre et au Pays de Galles. Elle fonde une branche évangélique en Angleterre et en Sierra Leone, connue sous le nom de Connexion de la comtesse de Huntingdon.
Elle aide à financer et à guider les premiers méthodistes et est la première directrice du Trevecca College, au Pays de Galles, créé en 1768 pour former des ministres méthodistes. Avec la construction de 64 chapelles en Angleterre et au Pays de Galles, ainsi que le travail missionnaire dans l'Amérique coloniale, on estime qu'elle a dépensé plus de 100 000 £ pour ces activités, une somme énorme lorsqu'une famille de quatre personnes pourrait vivre avec 31 £ par an .
Correspondante régulière de George Whitefield et de John Wesley, on se souvient également d'elle pour ses relations conflictuelles avec d'autres méthodistes.

## Vie privée
Selina Shirley est née en août 1707 au château d'Astwell, dans le Northamptonshire, deuxième fille de Washington Shirley (2e comte Ferrers), et de Mary Levinge, fille de Richard Levinge (1er baronnet). La famille déménage à Staunton Harold Hall, dans le Leicestershire, quand elle a 17 ans et en 1728, elle épouse Theophilus Hastings (9e comte de Huntingdon), qui vit à proximité de Donington Hall. Cela est arrangé par sa demi-sœur aînée, Lady Elizabeth Hastings, une philanthrope religieuse bien connue et partisane de l'éducation des femmes.
Elle donne naissance à sept enfants dans les dix premières années du mariage, dont quatre sont morts jeunes; son mari meurt en 1746, alors qu'elle souffre prétendument d'une mauvaise santé . La famille s'intéresse à la politique, à la religion et aux arts et commande des portraits aux artistes à la mode de l'époque.

## Hôpital des enfants trouvés
Le 21 avril 1730, elle est l'une des vingt et une femmes aristocratiques qui soutiennent Thomas Coram dans ses efforts pour établir l'hôpital Foundling. S'assurer le soutien de femmes particulièrement pieuses telles que Lady Huntingdon en tant que signataires de la pétition des dames pour la création de l'hôpital Foundling confère à son effort non seulement de la respectabilité mais du cachet; de nombreuses femmes prêtent leur signature là où leurs maris avaient auparavant refusé, faisant de l'hôpital Foundling «l'un des organismes de bienfaisance les plus en vogue de l'époque». Selina fournit plus tard au Coram « un soutien financier pour les frais, les droits de timbre, le vélin, les sceaux et autres dépenses [sic] liées à la présentation de la charte de l'hôpital Foundling à la signature du roi ».
La pétition est présentée au roi George II en 1735 ,
Motivée pour faire avancer le renouveau religieux d'une manière calviniste compatible avec le travail de Whitefield, elle est responsable de la fondation de 64 chapelles et contribue au financement d'autres, insistant sur le fait qu'elles devaient toutes souscrire aux doctrines de l'Église d'Angleterre et n'utiliser que le Livre de la prière commune[réf. nécessaire]. Tout s'alignant à ces standards, ses propres écrits puisent néanmoins davantage dans les idiomes méthodistes. 

## Trevecca College

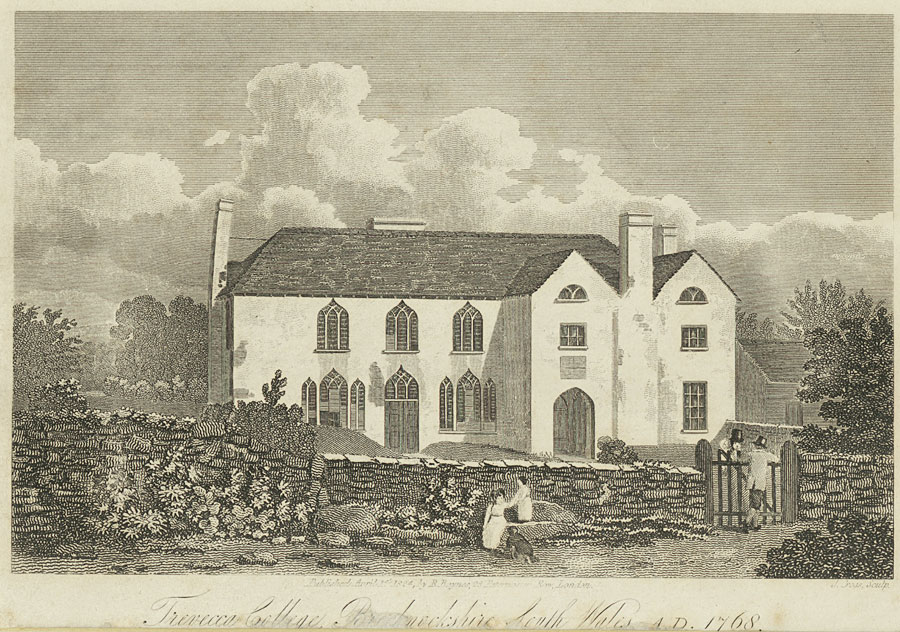
Trevecca College, Brecknockshire, représenté en 1824

À la suite de l'expulsion de six étudiants méthodistes de St Edmund Hall, Oxford en 1768, la comtesse fonde un collège de formation des ministres à Trefeca (Trevecca) près de Talgarth, dans le pays de Galles central, non loin de Brecon. George Whitefield prêche lors de la cérémonie d'ouverture. Le collège déménage dans le Hertfordshire en 1792 et est rebaptisé Cheshunt College. Il déménage à Cambridge en 1906 . Cheshunt College, Cambridge fusionne avec Westminster College, Cambridge, le collège de formation de l'Église presbytérienne d'Angleterre (et après 1972, de l'Église réformée unie), en 1967 .

## Missions étrangères

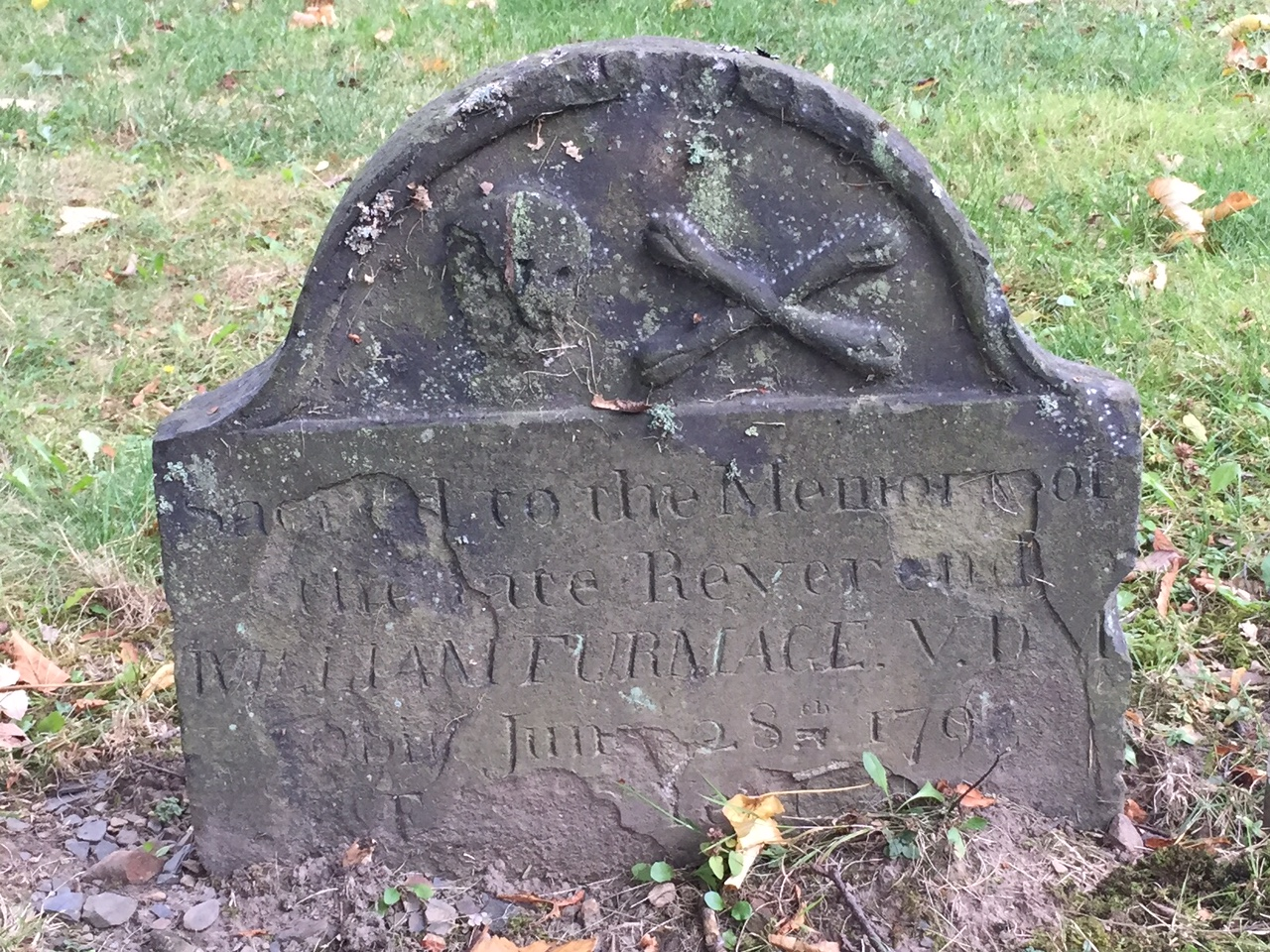
Pierre tombale du révérend William Furmage, Ancien cimetière d'Halifax, missionnaire de Huntingdon auprès des loyalistes noirs,

La comtesse s'intéresse aux Treize Colonies et aux problèmes liés aux Amérindiens et aux Africains réduits en esclavage. Au milieu des années 1760, elle rencontre et se lie d'amitié avec le prédicateur Mohegan Samson Occom, alors en tournée en Angleterre pour collecter des fonds pour les missions indiennes dans les colonies.
Elle devient elle-même propriétaire d'esclaves en 1770 lorsqu'elle hérite des propriétés outre-mer de Whitefield en Géorgie et en Caroline du Sud, notamment la Bethesda Home for Boys. Sur les conseils de Whitefield, elle achète des esclaves supplémentaires au profit de l'orphelinat.
Elle utilise son influence dans le monde des arts pour obtenir la publication du volume de poèmes de Phillis Wheatley de 1773, Poems on Various Subjects, Religious and Moral by Phillis Wheatley, Negro Servant to Mr. John Wheatley, of Boston, in New England, qui est dédié à la comtesse. Parce que la comtesse est malade lors de la visite de Wheatley à Londres, les deux femmes ne se sont jamais rencontrées. Plusieurs pièces de leur correspondance sont conservées.
Après la victoire des Patriotes dans la guerre d'indépendance américaine, la Couronne tient ses promesses aux Africains réduits en esclavage et aux Afro-Américains qui ont fui leurs maîtres américains pour rejoindre les Britanniques. Les Britanniques évacuent des milliers d'anciens esclaves des colonies, qui sont connus sous le nom de Loyalistes noirs. Environ 3 000 sont réinstallés en Nouvelle-Écosse et au Nouveau-Brunswick, où ils devaient recevoir des terres et des fournitures. La comtesse envoie des missionnaires dans ces colonies, dont John Marrant et William Furmage, pour s'occuper des Loyalistes noirs ,.

## Héritage

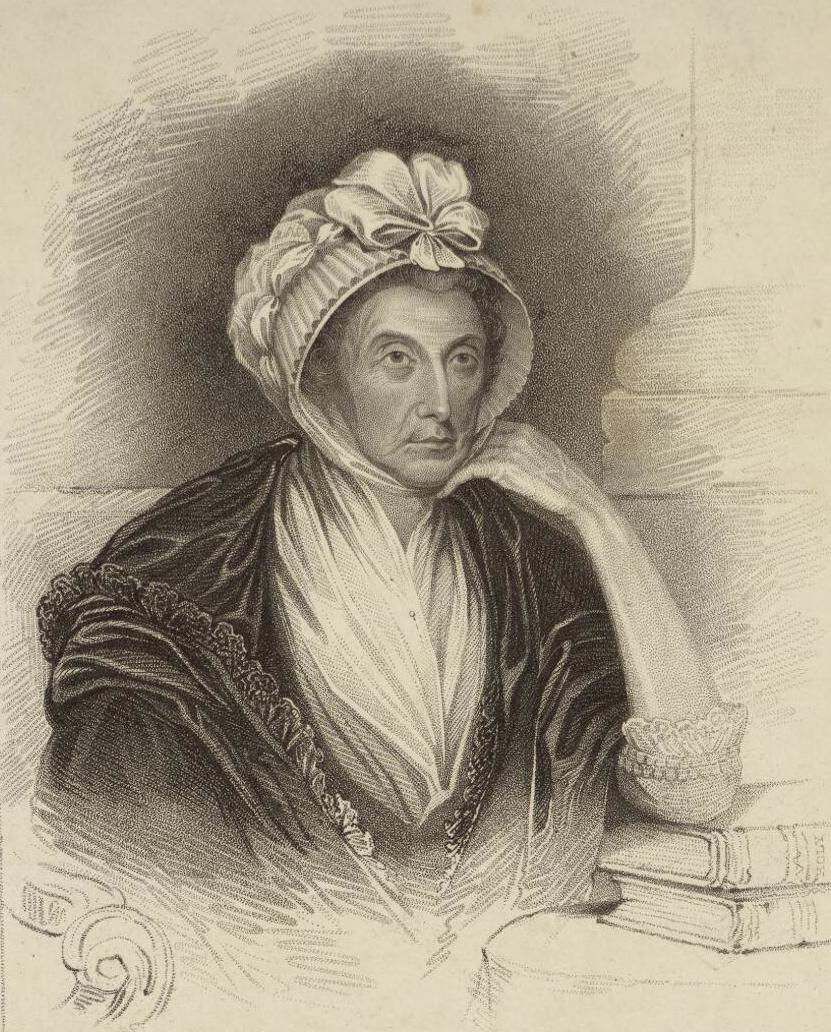
Selina, comtesse de Huntingdon dans la vieillesse

Jusqu'à sa mort à Londres, Lady Huntingdon exerce une surveillance active, voire autocratique, sur ses chapelles et ses aumôniers. Alice Membury, nommée maîtresse d'école à Melbourne, Derbyshire par Lady Elizabeth Hastings, est expulsée par la comtesse pour "ne pas devenir méthodiste" . 
À la mort de la comtesse en 1791, le curateur principal est le révérend Thomas Haweis, qui préside la Convocation de la Connexion, comprenant environ 120 chapelles. En tant que recteur de la paroisse de l'Église d'Angleterre à Aldwincle jusqu'à sa mort en 1820, il s'assure que la Connexion reste aussi proche que possible de l'Église d'Angleterre ; de nombreuses chapelles deviennent une partie de l'Église libre d'Angleterre en 1863.